# ㅍ

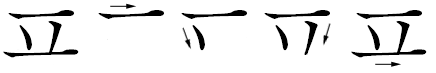
筆順

ㅍは、ハングルを構成する子音字母のひとつ。13番目の字母（1751年の『三韻声彙』以降。『訓民正音』当時は最初の「ㄱ」から濃音を含めなければ8番目、濃音も含めれば11番目）。名称はピウプ（피읖）。

## 音声
有気の両唇閉鎖音/pʰ/の発音を表す。朝鮮語の破裂音には気音を伴うかそうでないか、喉頭緊張（テンス）を伴うかそうでないかによって三系統が存在する。この字母は気音を伴った破裂音（激音）を表している。
初声（語頭）では [pʰ]、終声では 内破音[p̚] = [p_<]（X-SAMPA）である。
外来語の音訳には、無声音の p のほか、 f にも使用される（例：Craft→크래프트）。ただし日本語の「ふ」は、国立国語院の表記法では「후」で表すことが定められている（例：深谷→후카야）。
訓民正音によれば、次清であるため、終声に用いれば「入声」となるとされていた。訓民正音創製当時の中期朝鮮語以来、終声ㅍの音は終声ㅂと同じ[p]で変わっていないが、1930年の諺文綴字法以前の終声表記については、表記としての終声ㅍが登場するのは一部の資料に限られており、実際の発音に合わせてㄱ・ㄴ・ㄷ・ㄹ・ㅁ・ㅂ・ㅅ・ㆁ（ㆁは後にㅇと書かれるようになり、また近世朝鮮語で[s]が[t]に変わりその終声の表記もㅅに統一されㄷが使用されなくなる傾向が見られるようになった）の8種類のみが用いられることが多く、それによれば現代の終声ㅍに相当するものはㅂと書かれた。1930年の諺文綴字法で形態主義的表記法の導入のため、ㅍを含む激音や濃音などの字母が終声表記に認められた。
| 音価 | 終声字                     | 複合終声字           | 複合終声字 |
| 音価 | 終声字                     | 前                   | 後         |
| ---- | -------------------------- | -------------------- | ---------- |
| ㄱ   | ㄱ, ㅋ, ㄲ                 | ㄳ                   | ㄺ         |
| ㄷ   | ㄷ, ㅅ, ㅆ, ㅈ, ㅊ, ㅌ, ㅎ |                      |            |
| ㅂ   | ㅂ, ㅍ                     | ㅄ                   | (ㄼ), ㄿ   |
| ㄹ   | ㄹ                         | ㄼ, ㄽ, ㄾ, ㅀ, (ㄺ) |            |
| ㄴ   | ㄴ                         | ㄵ, ㄶ               |            |
| ㅁ   | ㅁ                         |                      | ㄻ         |
| ㅇ   | ㅇ                         |                      |            |

## 訓民正音
『訓民正音』初声体系では次清の唇音に分類されており、訓民正音の世宗序では「唇音如漂字初發聲」と規定されている。その字形は『訓民正音解例』制字解によるとㅂに筆画を加えて作った加画字とされる。また唇軽音として下にㅇを加えたㆄがある。
『訓蒙字会』（1527年）では初声独用8字に含まれており、ピ（피、皮）と名付けた。ピウプという名称は1933年の朝鮮語綴字法統一案で名付けられたものである。

## ラテン文字転写
文化観光部2000年式ではp、マッキューン＝ライシャワー式ではp'と表記される。終声はどちらの方式でもpと表記される。

## 文字コード
| 名称                     | 用途   | コード | HTML実体参照コード | 表示 |
| HANGUL LETTER PHIEUPH    | 単体   | U+314D | &#12621;           | ㅍ   |
| HANGUL CHOSEONG PHIEUPH  | 初声用 | U+1111 | &#4369;            | ᄑ   |
| HANGUL JONGSEONG PHIEUPH | 終声用 | U+11C1 | &#4545;            | ᇁ     |